# Katafrakt

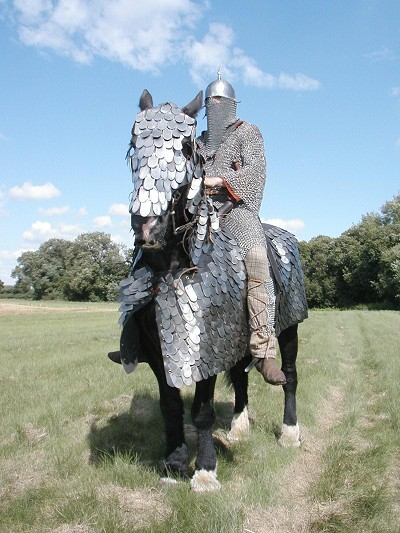
Sasanidisk katafrakt, modernt historiskt återskapande.

Katafrakter, på grekiska κατάφρακτος Kataphraktos (plural: κατάφρακτοι Kataphraktoi) var ett pansarrytteri vars beväpning utgjordes av hjälm, pansarskjorta, en liten rund sköld, svärd och ett långt spjut. De iranska folkgrupperna skyterna och parterna var de första att använda katafrakter, ungefär 150 år f.Kr.
Benämningen katafrakt gavs sedermera även åt parternas, persernas och sarmaternas tunga rytteri där såväl ryttare som häst bar ett fjällpansar. Under senantiken infördes katafrakter i det romerska härväsendet av kejsar Hadrianus (117–138 e.Kr.) och spelade stor roll såväl i romarnas som i de nypersiska sasanidernas härar.
Trots att namnet kommer från grekiskan, så använde sig aldrig grekerna själva av katafrakter, till stor del beroende på att grekernas hästar inte var tillräckligt stora för att orka med tyngden av pansaret.
Det var först under det Bysantinska riket som grekerna började använda katafrakter, och då på grund av att man hade tillgång till de större, starkare hästarna som fanns tillgängliga i Mindre Asien.
De första folkslagen som började använda katafrakter var de iranska ryttarfolken, och seden spred sig senare till bland andra seleukiderna, och andra hellenistiska arvedömen efter Alexander den Stores erövring av den då kända världen.